# Theobald von Bethmann-Hollweg
Theobald Theodor Friedrich Alfred von Bethmann-Hollweg (29 de novembre de 1856 – 1r de gener de 1921) fou un polític alemany que fou Canceller de l'Imperi Alemany entre 1909 i 1917.

## Avantpassats
Bethmann-Hollweg va néixer a Hohenfinow, Brandenburg, fill de l'oficial prussià Felix von Bethmann-Hollweg. El seu avi era August von Bethmann-Hollweg, que havia estat un erudit legal important, president de la Universitat Frederic Guillem de Berlín, i ministre de cultura prussià. El seu besavi era Johann Jakob Hollweg, que s'havia casat amb una filla de la rica família de banquers Bethmann de Frankfurt, fundada el 1748.
Cosima Wagner era parent seva per la banda Bethmann, i la seva mare, Isabella de Rougemont, era suïssa de parla francesa.

## Primers anys
Es va educar a l'internat de Schulpforta i a les universitats de Estrasburg, Leipzig i Berlín. Entrant al servei administratiu prussià el 1882, Bethmann-Hollweg va ascendir al càrrec de president de la província de Brandenburg el 1899. Es va casar amb Martha von Pfuel, la neboda d'Ernst von Pfuel, primer ministre de Prússia. Entre 1905 i 1907, Bethmann-Hollweg va ser ministre prussià de l'Interior i després Secretari d'Estat Imperial d'Interior entre 1907 i 1909. Quan el Canceller Bernhard von Bülow va dimitir el 1909, Bethmann-Hollweg en fou nomenat successor.

## Canceller
En política exterior va intentar aconseguir una distensió amb Gran Bretanya, esperant d'aconseguir algun acord que aturés la carrera armamentística naval ruïnosa dels dos països i li deixés a Alemanya una mà lliure per tractar amb França. La política va fracassar, en bona part per l'oposició del ministre de Marina alemany Alfred von Tirpitz. Malgrat l'augment de la tensió provocat per la Segona crisi del Marroc de 1911, Bethmann-Hollweg va millorar les relacions amb Gran Bretanya fins a un cert punt, treballant amb el secretari d'exteriors britànic Sir Edward Grey per afluixar les tensions durant les crisis balcàniques de 1912–1913. No va conèixer el Pla Schlieffen fins al desembre de 1912, després de rebre la segona missió Haldane. Va negociar tractats per una possible partició de les colònies portugueses i el projecte de ferrocarril Berlín-Bagdad, això últim amb l'objectiu d'assegurar-se el suport dels països balcànics a una aliança alemanya-otomana.
Després de l'assassinat de l'arxiduc Francesc Ferran a Sarajevo el 28 de juny de 1914, Bethmann-Hollweg i el seu ministre d'exteriors, Gottlieb von Jagow, van ser decisius per assegurar el suport incondicional d'Alemanya a Àustria-Hongria, fes el que fes amb Sèrbia. El 5 de juliol de 1914 quan la missió del Comte Hoyos va arribar a Berlín en resposta a la crida a l'amistat de Berchtold, Bethmann-Hollweg estava segur que Gran Bretanya no intervindria en les rondes diplomàtiques frenètiques entre les potències europees. Però la confiança en aquesta suposició va encoratjar Àustria a exigir concessions sèrbies. La seva principal preocupació eren les maniobres a la frontera russa, de què estava informat pels seus ambaixadors en un moment que el mateix Raymond Poincaré estava preparant una missió secreta a Sant Petersburg. Va escriure al comte Sergei Sazonov:
| « | Les mesures de mobilització russes ens obligarien a mobilitzar i llavors amb prou feines es podria evitar una guerra europea. | » |

Mentre el ministre d'exteriors britànic Grey suggeria una mediació entre Àustria-Hongria i Sèrbia, Bethmann-Hollweg volia que Àustria-Hongria ataqués Sèrbia i, per tant, va alterar el missatge britànic esborrant-ne l'ultima línia: 
| « | "A més, tothom està convençut aquí, i sento dels meus col·legues, que la clau de la situació es troba a Berlín, i que si Berlín vol de veritat la pau, evitarà que Viena faci passos eixelebrats." | » |

Quan es va presentar l'ultimàtum austrohongarès a Sèrbia, el Kàiser Guillem II va aturar el seu creuer pel Mar del Nord i va tornar precipitadament a Berlín. 
| « | Quan Guillem va arribar a l'estació de Potsdam al capvespre del 26 de juliol, el va rebre un Canceller pàl·lid, esverat, i una mica esporuguit. L'aprensió de Bethmann-Hollweg no venia pels perills de la guerra que s'estava preparant, sinó més aviat per la por de la ira del Kàiser quan es revelés l'extensió dels seus enganys. Les primeres paraules que li va dirigir el Kàiser van ser apropiadament brusques: "Com ha pogut passar tot això?" En comptes de provar d'explicar-ho, el Canceller va oferir la seva dimissió com a disculpa. Guillem no la va voler acceptar, murmurant furiosament, "Has fet aquest estofat, ara te'l menjaràs!" | » |

Quan el ministre de Guerra Erich von Falkenhayn va voler mobilitzar l'exèrcit per la guerra el 29 de juliol, Bethmann encara s'hi oposava però va utilitzar el seu poder de veto per evitar que el Reichstag ho debatés. Quan va arribar la notícia de la mobilització general russa mitjançant l'ambaixador a Sant Petersburg, Pourtalès, el cap de l'Estat Major Helmuth von Moltke el Jove, va declarar l'estat de perill imminent de guerra.
Bethmann-Hollweg, que havia dirigit en bona part la seva política de preguerra amb l'objectiu d'establir bones relacions amb el Regne Unit, va disgustar-se especialment per la declaració de guerra de Gran Bretanya a causa de la violació alemanya de la neutralitat de Bèlgica durant la seva invasió de França. Durant la conversa de comiat que va tenir amb l'ambaixador britànic Edward Goschen li va demanar com podia Anglaterra anar a la guerra per un "tros de paper" ("ein Fetzen Papier"), referint-se al Tractat de Londres de 1839 que garantia la neutralitat de Bèlgica. Aquesta frase es va reproduir a tota la premsa del món anglosaxó i es va fer famosa.
En una entrevista posterior va explicar la frase del "tros de paper":
| «                                                                   | La meva conversa amb Sir E. Goschen va ser el 4 d'agost. Acabava de declarar al Reichstag que només la necessitat més desesperada, només la lluita per l'existència, obligava Alemanya a desfilar per Bèlgica, però que Alemanya estava disposada a compensar el mal causat. Quan vaig parlar ja tenia certes indicacions, però no la prova absoluta sobre la qual basar una acusació pública, que Bèlgica ja feia temps que havia abandonat la seva neutralitat en les seves relacions amb Anglaterra. No obstant, em prenia les responsabilitats d'Alemanya envers els estats neutrals tan seriosament que vaig parlar francament del mal causat per Alemanya. Quina va ser l'actitud britànica en la mateixa qüestió? El dia abans de la meva conversa amb l'ambaixador britànic, Sir Edward Grey havia pronunciat el seu conegut discurs al Parlament on, encara que no va afirmar directament que Anglaterra participaria a la guerra, va deixar-ne pocs dubtes. Només cal llegir el seu discurs sencer amb atenció per descobrir la raó de la intervenció d'Anglaterra a la guerra. Enmig de totes les seves frases boniques sobre l'honor d'Anglaterra i les obligacions d'Anglaterra, hi ha una vegada i una altra expressat que els interessos d'Anglaterra - els seus propis - demanaven la participació a la guerra, perquè no era de l'interès d'Anglaterra que una Alemanya victoriosa i, per tant, més forta, emergís de la guerra. Aquest vell principi de la política britànica - prendre com a únic criteri de les seves accions els seus interessos privats sense tenir en compte el dret, la raó ni les consideracions humanes - s'expressa en aquell discurs de Gladstone de 1870 sobre la neutralitat belga que Sir Edward va citar. Mr. Gladstone va declarar llavors que no podia subscriure la doctrina que el simple fet de l'existència d'una garantia sigui vinculant per a totes les parts implicades, sense tenir gens en compte la posició concreta en què es pugui trobar en el moment que arribi l'ocasió per actuar sobre la garantia, i citava estadistes anglesos com Aberdeen i Palmerston com a avaladors de les seves opinions. Anglaterra va desenfundar l'espasa només perquè creia que els seus propis interessos ho exigien. Només per la neutralitat belga no hauria entrat mai a la guerra. Això és el que volia dir quan li vaig dir a Sir E. Goschen, en aquella última entrevista quan ens vam asseure per parlar de l'assumpte en privat i d'home a home, que entre les raons que havien impulsat Anglaterra a la guerra, el tractat de la neutralitat belga tenia per a ells només el valor d'un tros de paper. Pot ser que estigués una mica excitat i esverat. Qui no ho hauria estat en veure l'esperances i la feina de tot el període de la meva Cancelleria anant-se en orris? Li vaig recordar a l'Ambaixador els meus esforços durant anys per aconseguir una entesa entre Anglaterra i Alemanya, una entesa que, li vaig recordar, hauria fet impossible una guerra europea generalitzada, i hauria garantit absolutament la pau d'Europa. Aquesta entesa hauria format la base sobre la qual ens hauríem pogut apropar als Estats Units com a tercer soci. Però Anglaterra no havia agafat aquest pla, i en entrar a la guerra havia destruït per sempre més l'esperança del seu acompliment. En comparació amb conseqüències tan calamitoses, no era el tractat un tros de paper? | » |
| — Charles F. Horne , Source Records of the Great War, Vol. I (1923) | |   |

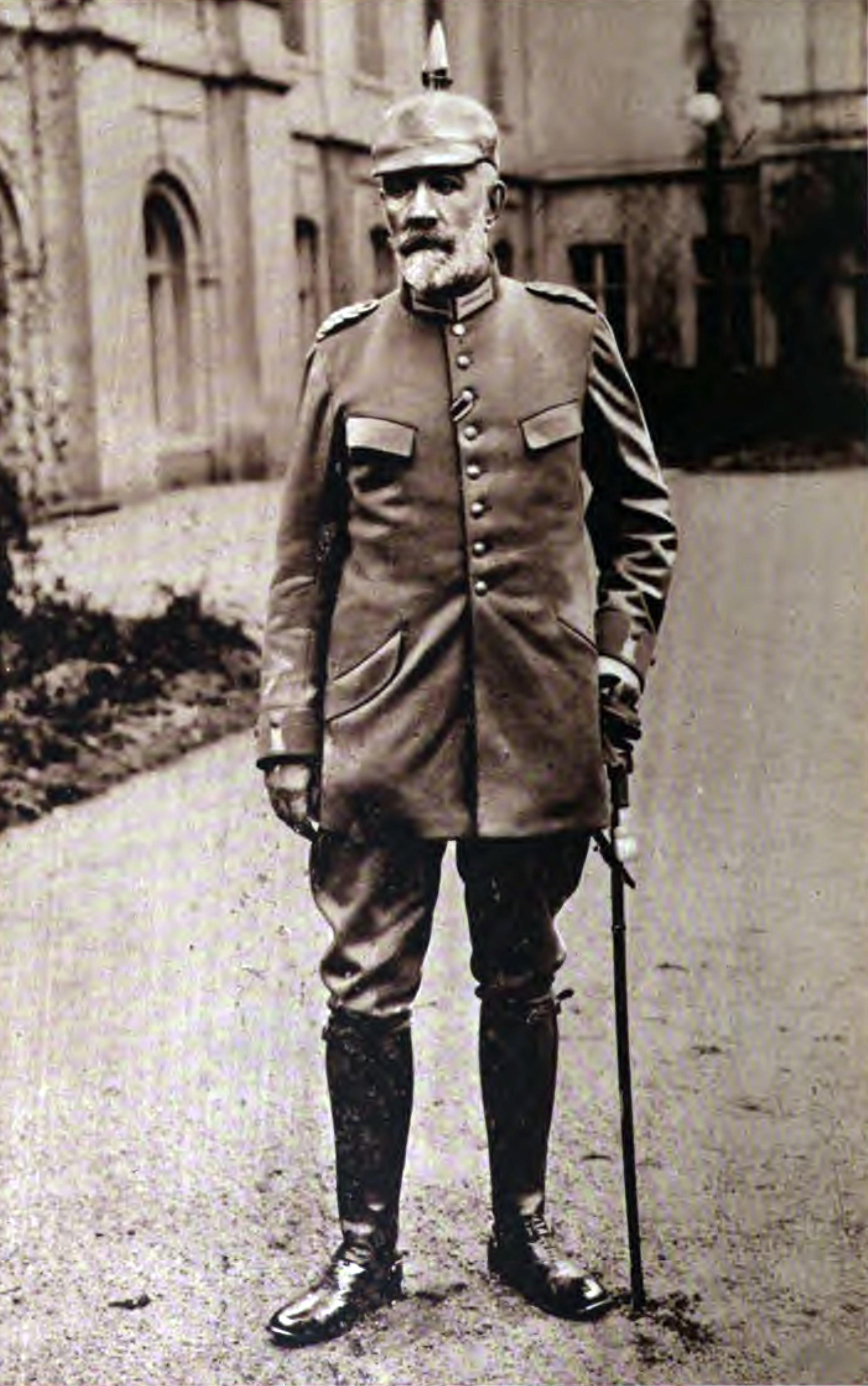
Bethmann-Hollweg en uniforme. No va servir mai a l'exèrcit, però quan va començar la guerra va rebre un rang honorari amb uniforme de general.

L'historiador Fritz Fischer va demostrar els anys 60 que Bethmann-Hollweg havia fet més concessions a la dreta nacionalista del que es pensava anteriorment. Va donar suport a la neteja ètnica de polonesos de la franja fronterera polonesa així com a la germanització de territoris polonesos afavorint l'assentament de colonitzadors alemanys.
Bethmann va presentar el Septemberprogramm, que era una col·lecció d'idees de l'elit sobre el que havia de fer Alemanya en cas de guanyar la guerra. Durant la guerra, amb la credibilitat i el poder ja perduts, va conspirar sense el coneixement de Falkenhayn amb Paul von Hindenburg i Erich Ludendorff (respectivament comandant en cap i cap d'estat major per al Front Oriental) per organitzar una ofensiva oriental. Després van aconseguir, l'agost de 1916, de substituir Falkenhayn per Hindenburg com a Cap de l'Estat Major, amb Ludendorff de Primer Contramestre-General (segon de Hindenburg). Quan les esperances de Bethmann-Hollweg que el president nord-americà Woodrow Wilson aconseguís una mediació a finals de 1916 van quedar en no res, malgrat el desacord de Bethmann-Hollweg, Hindenburg i Ludendorff van forçar l'adopció de la guerra submarina sense restriccions el març de 1917, adoptat com a resultat del memoràndum de Henning von Holtzendorff. Bethmann-Hollweg s'hi va oposar al gabinet. Els Estats Units van entrar a la guerra l'abril de 1917, potser és el que havia volgut evitar Bethmann-Hollweg.
Bethmann-Hollweg va mantenir-se al càrrec fins al juliol de 1917, quan una revolta al Reichstag va tenir com a resultat l'aprovació de la Resolució per la Pau del socialdemòcrata Matthias Erzberger per una aliança dels partits socialdemòcrata, progressista, i de centre, que va forçar la seva dimissió i substitució per una figura relativament desconeguda, Georg Michaelis.

## Revolució Alemanya
Durant 1918, el suport per la guerra a Alemanya va ser cada vegada més contestat per vagues i agitació política. L'octubre, els mariners de la Marina Imperial es van amotinar quan van rebre l'ordre d'embarcar-se per un enfrontament final contra la Marina britànica. El motí de Kiel va ser el detonant de la Revolució Alemanya que va acabar la guerra.

## Darrers anys i llegat

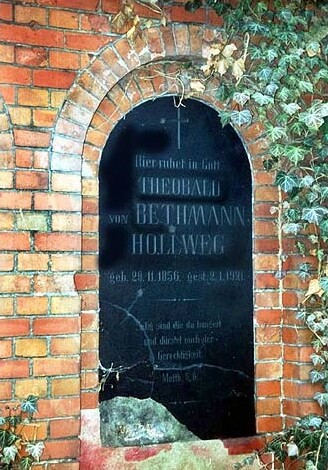
Tomba de Bethmann-Hollweg a Hohenfinow

El seu pla per aconseguir l'hegemonia europea mitjançant el pangermanisme a l'est i Mitteleuropa a l'oest es va desintegrar al Tractat de Brest-Litovsk. Va assenyalar un desenvolupament a llarg termini de polítiques d'expansió ètnica que presagiava el conflicte de 20 anys després.
Els suports intel·lectuals de la política a Berlín, Arnold Wahnschaffe (1865–1941), sots-secretari de la cancelleria, i Arthur Zimmermann, foren els seus col·legues més propers i més capacitats. Bethmann-Hollweg fou directament responsable d'idear la Flamenpolitik al Front Occidental concretada en el Pla Schlieffen, però el fracàs final d'aquesta estratègia com a mode d'ocupació va comportar el col·lapse econòmic i la derrota militar, i va ser identificada clarament en l'informe Bryce sobre els danys causats per Alemanya. La justificació del Canceller era la cantarella que Alemanya estava lluitant una guerra de supervivència com a nació.
Bethmann-Hollweg va tornar a ser notícia d'abast mundial el juny de 1919, quan va demanar formalment a les Potències Aliades i Associades que el jutgessin a ell en comptes del Kàiser. El Consell Suprem de Guerra va decidir d'ignorar la seva petició. Sovint se'l mencionava entre els que podien ser jutjats pels Aliats per crims polítics en relació amb l'origen de la guerra.
El 1919, informacions des de Ginebra deien que en cercles diplomàtics el consideraven líder dels monàrquics tant per als Hohenzollern com els Habsburg, dels quals el nucli es deia que estava situat a Suïssa.
L'ex-canceller va passar el poc que li quedava de vida retirat, escrivint les seves memòries. Poc després del Nadal de 1920, va agafar un refredat, que es va convertir en pneumònia aguda i en va morir l'1 de gener de 1921. La seva dona havia mort el 1914, i havia perdut el seu fill gran a la guerra.
Li va quedar una filla, la comtessa Zeech, esposa del secretari de la Delegació russa a Múnic.
Bethmann-Hollweg està enterrat a Hohenfinow.